# Putlunichuchut
Putlunichuchut är en ort i Mexiko.   Den ligger i kommunen Huehuetla och delstaten Puebla, i den sydöstra delen av landet, 180 km nordost om huvudstaden Mexico City. Putlunichuchut ligger 591 meter över havet och antalet invånare är 1 321.
Terrängen runt Putlunichuchut är huvudsakligen kuperad. Putlunichuchut ligger uppe på en höjd. Runt Putlunichuchut är det tätbefolkat, med 356 invånare per kvadratkilometer. Närmaste större samhälle är Jopala, 8,1 km väster om Putlunichuchut. Omgivningarna runt Putlunichuchut är en mosaik av jordbruksmark och naturlig växtlighet.